# 永豐鄧氏碉樓
永豐鄧氏碉樓位於四川省德陽市中江縣，文物遺址年代判定為清。2012年7月16日公佈為第八批四川省文物保護單位。
永豐鄧氏碉樓位於四川省德陽市中江縣永豐鄉碉樓村5組，建於清代。碉樓坐東北向西南，平面呈矩形，占地面積、建築面積均為84平方公尺，為木石結構，四樓一底，石砌牆體，木制樓板，頂層為抬梁式梁架，單簷歇山式筒瓦屋頂。頂層樓面于碉樓外側四周設木制平座、圍欄，平座下方用木雕撐弓支撐。自第二層起每層各面均留方形射擊孔，第二層西南面正中開券拱形門，寬1.85公尺，高2.7公尺，厚0.8公尺，正中留長方形門洞，寬0.74公尺，高1.2公尺。券門上方深浮雕石刻橫匾，上行書“開雲樓”三個大字，橫匾兩側半圓雕石獅各一，券拱形門洞兩側行書對聯“戶牘觀天地山川足古今”，上方券拱外側深浮雕兼鏤雕雙鳳朝陽和花鳥等吉祥圖案，自碉樓前地面起，通過16級階梯踏道往上，至券拱形明樓門，方可進入樓內。該碉樓造型優美，形制奇特，雕花及石刻精美，對於研究當地歷史及木雕、石刻和石作技藝具有較大價值。